# 厚祿縣
厚禄县（越南语：／）是越南清化省下辖的一个县。面积141.5平方公里，2017年总人口165070人。

## 地理
厚禄县北接河中县和峨山县，西与南接弘化县，东临北部湾。

## 历史
1948年3月，厚禄县下辖大理社、东城社、莲渠社、莲盛社、隆盛社、富田社、纯禄社、长春社、威统社、万禄社10社。
1954年，厚禄县10社重新分设为26社，各社第2字多为“禄”字，分别是梂禄社、洲禄社、多禄社、大禄社、同禄社、海禄社、华禄社、和禄社、兴禄社、莲禄社、禄山社、禄新社、明禄社、美禄社、渔禄社、丰禄社、富禄社、光禄社、成禄社、盛禄社、纯禄社、进禄社、肇禄社、绥禄社、文禄社、春禄社和厚禄市镇1市镇26社。
2019年10月16日，洲禄社并入肇禄社，文禄社并入纯禄社，盛禄社和禄新社并入厚禄市镇。
2024年10月24日，越南国会常务委员会通过决议，自2025年1月1日起，丰禄社并入绥禄社。

## 行政区划
厚禄县下辖1市镇21社，县莅厚禄市镇。
- 厚禄市镇（Thị trấn Hậu Lộc）
- 梂禄社（Xã Cầu Lộc）
- 多禄社（Xã Đa Lộc）
- 大禄社（Xã Đại Lộc）
- 同禄社（Xã Đồng Lộc）
- 海禄社（Xã Hải Lộc）
- 华禄社（Xã Hoa Lộc）
- 和禄社（Xã Hòa Lộc）
- 兴禄社（Xã Hưng Lộc）
- 莲禄社（Xã Liên Lộc）
- 禄山社（Xã Lộc Sơn）
- 明禄社（Xã Minh Lộc）
- 美禄社（Xã Mỹ Lộc）
- 渔禄社（Xã Ngư Lộc）
- 富禄社（Xã Phú Lộc）
- 光禄社（Xã Quang Lộc）
- 成禄社（Xã Thành Lộc）
- 纯禄社（Xã Thuần Lộc）
- 进禄社（Xã Tiến Lộc）
- 肇禄社（Xã Triệu Lộc）
- 绥禄社（Xã Tuy Lộc）
- 春禄社（Xã Xuân Lộc）